# Stefan Muthesius
Stefan Muthesius (ur. 1939 w Berlinie) – niemiecko-brytyjski historyk architektury, specjalizujący się zwłaszcza w historii architektury brytyjskiej XIX wieku. Zajmuje się także rzemiosłem i designem.

## Życiorys
Studiował na uniwersytetach w Monachium, Londynie (Instytut Sztuki Courtaulda) i Marburgu. Od 1968 roku do emerytury wykładał na Uniwersytecie Wschodniej Anglii w Norwich, gdzie obecnie posiada tytuł Honorary Professor. 
Krewny architekta i teoretyka Hermanna Muthesiusa; mąż polskiej historyk sztuki Katarzyny Murawskiej-Muthesius.

## Wybrane publikacje
- High Victorian Movement in Architecture, 1850-70, 1972.
- Victorian Architecture, 1978 (wspólnie z Rogerem Dixonem).
- The English Terraced House, 1982.
- Tower Block: Modern Public Housing in England, Scotland, Wales, and Northern Ireland, 1993 (wspólnie z Milesem Glendinningem).
- The Edwardian House, 1993 (wspólnie z Helen Long).
- Art, Architecture and Design in Poland, 1994.
- Concrete and Open Skies: Architecture at the University of East Anglia 1962-2000, 2001 (wspólnie z Peterem Dormerem).
- The Post-War University, 2001.
- The Poetic Home: Designing the 19th-Century Domestic Interior, 2009.